# Steinberg am See
Steinberg am See är en kommun och ort i Landkreis Schwandorf i Regierungsbezirk Oberpfalz i förbundslandet Bayern i Tyskland.
Kommunen ingår i kommunalförbundet Wackersdorf tillsammans med kommunen Wackersdorf.